# UFC 292
UFC 292: Sterling vs. O'Malley — турнир по смешанным единоборствам, организованный Ultimate Fighting Championship, который был проведён 19 августа 2023 года на спортивной арене «TD Garden» в городе Бостон, штат Массачусетс, США.
В главном бою вечера Шон О`Мэлли победил Алджамейна Стерлинга техническим нокаутом во 2-м раунде и завоевал титул чемпиона UFC в легчайшем весе. В соглавном бою Чжан Вэйли победила Аманду Лемус единогласным решением судей и защитила титул чемпионки UFC в женском минимальном весе.

## Подготовка турнира

### Главные события турнира
В качестве главного события запланирован бой за титул чемпиона UFC в легчайшем весе, в котором должны встретиться действующий чемпион в этом весе американец ямайского происхождения Алджамейн Стерлинг и претендент американец Шон О`Мэлли (#2 в рейтинге).
| Заглавное событие - Легчайший вес - Бой за титул чемпиона | Заглавное событие - Легчайший вес - Бой за титул чемпиона | Заглавное событие - Легчайший вес - Бой за титул чемпиона |
| --- | --- | --------------------------------------------------------- |
| Алджамейн Стерлинг | | [#2] Шон О `Мэлли                                         |
| ALJAMAIN ANTOINE STERLING "Funk Master" (Фанк-мастер) 34 года (31.07.1989) Рост 171 см, размах рук 180 см Место рождения: Юниондейл, Нью-Йорк, США Представляет: Юниондейл, Нью-Йорк, США "Serra Jiu-Jitsu" Дебют в UFC - 22.02.2014 | SEAN O`MALLEY "Sugar" (Сахарок) 28 лет (24.10.1994) Рост 180 см, размах рук 183 см Место рождения: Хелена, Монтана, США Представляет: Финикс, Аризона, США "MMA Lab" Дебют в UFC - 01.12.2017 |                                                           |
| Последние бои: 06.05.2023, Генри Сехудо, SDEC 22.10.2022, Ти Джей Диллашоу (#2), TKO2 09.04.2022, Пётр Ян (вч, #1), SDEC 06.03.2021, Пётр Ян (ч), DQ4 06.06.2020, Кори Сэндхэген (#4), SUB1                                          | Последние бои: SDEC, Пётр Ян (#1), 22.10.2022 NC, Педру Муньюс (#9), 02.07.2022 TKO1, Раулиан Паива, 11.12.2021 TKO3, Крис Моутиньо (д), 10.07.2021 KO3, Томас Алмейда, 27.03.2021            |                                                           |

В качестве соглавного события запланирован бой за титул чемпиона UFC в женском минимальном весе, в котором должны встретиться действующая двукратная чемпионка китаянка Чжан Вэйли и претендент бразильянка Аманда Лемус (#4 в рейтинге).
| Заглавное событие - Женский минимальный вес - Бой за титул чемпиона | Заглавное событие - Женский минимальный вес - Бой за титул чемпиона | Заглавное событие - Женский минимальный вес - Бой за титул чемпиона |
| --- | --- | ------------------------------------------------------------------- |
| Чжан Вэйли | | [#5] Аманда Лемус                                                   |
| 张伟丽 (ZHANG WEILI) "Magnum" (Магнум) 33 года (13.08.1989) Рост 163 см, размах рук 160 см Место рождения: Ханьдань, Хэбэй, Китай Представляет: Пекин, Китай "Black Tiger Fight Club" Дебют в UFC - 04.08.2018 | AMANDA OLIVEIRA DE LEMOS "Amandinha" (Амандинья) 36 лет (22.05.1987) Рост 163 см, размах рук 165 см Место рождения: Белен, Пара, Бразилия Представляет: Белен, Пара, Бразилия "Marajó Brothers Team" Дебют в UFC - 15.11.2014 |                                                                     |
| Последние бои: 13.11.2022, Карла Эспарса (ч), SUB2 11.06.2022, Йоанна Енджейчик, KO2 06.11.2021, Роуз Намаюнас (ч), SDEC 24.04.2021, Роуз Намаюнас (#1), KO1 07.03.2020, Йоанна Енджейчик (#4), SDEC           | Последние бои: TKO3, Марина Родригес (#3), 05.11.2022 SUB2, Мишель Уотерсон (#10), 16.07.2022 SUB1, Жессика Андради (#1), 23.04.2022 SDEC, Анджела Хилл (#12), 18.12.2021 TKO1, Монсеррат Руис, 17.07.2021                    |                                                                     |

На турнире запланировано проведение финальных поединков 31-го сезона шоу The Ultinate Fighter, в котором принимали участие бойцы лёгкой и легчайшей весовой категории. Тренерами команд в этом сезоне являлись Конор Макгрегор (команда новичков) и Майкл Чендлер (команда ветеранов). Все вышедшие в финал сезона бойцы в прошлом уже выступали в UFC, а Брэд Катона в 2018 году уже был победителем шоу The Ultinate Fighter в полулёгком весе (участвовал в 27-м сезоне в команде Дэниела Кормье) и в случае победы станет двукратным победителем шоу.

### Анонсированные бои
| Бой | Весовая категория     | Участники боёв и их статистика перед боем (рекорд ММА / рекорд UFC / серия) | Участники боёв и их статистика перед боем (рекорд ММА / рекорд UFC / серия) | Участники боёв и их статистика перед боем (рекорд ММА / рекорд UFC / серия) | Участники боёв и их статистика перед боем (рекорд ММА / рекорд UFC / серия) | Участники боёв и их статистика перед боем (рекорд ММА / рекорд UFC / серия) | Участники боёв и их статистика перед боем (рекорд ММА / рекорд UFC / серия) | Участники боёв и их статистика перед боем (рекорд ММА / рекорд UFC / серия) | Участники боёв и их статистика перед боем (рекорд ММА / рекорд UFC / серия) | Участники боёв и их статистика перед боем (рекорд ММА / рекорд UFC / серия) | Участники боёв и их статистика перед боем (рекорд ММА / рекорд UFC / серия) |
|     |                       | Главный кард (Main Card, PPV)                                               |                                                                             |                                                                             |                                                                             |                                                                             |                                                                             |                                                                             |                                                                             |                                                                             |                                                                             |
| 1   | Легчайший вес         | Алджемейн Стерлинг Aljamain "Funk Master" Sterling                          | Ч .                                                                         | 23-3 15-3                                                                   | +9                                                                          | vs.                                                                         | Шон О’Мэлли "Sugar" Sean O’Malley                                           | #2 exT(1), CS                                                               | 16-1 (1) 8-1 (1)                                                            | +1                                                                          | [ 7 ]                                                                       |
| 2   | Жен. минимальный вес  | Чжан Вэйли "Magnum" Zhang Weili                                             | Ч .                                                                         | 23-3 6-2                                                                    | +2                                                                          | vs.                                                                         | Аманда Лемос Amanda "Amandinha" Lemos                                       | #5 exT(3)                                                                   | 13-2-1 7-2                                                                  | +2                                                                          | [ 8 ]                                                                       |
| 3   | Полусредний вес       | Нил Мэгни▲ Neil "Haitian Sensation" Magny                                   | #11 exT(5), TUF                                                             | 28-10 21-9                                                                  | +1                                                                          | vs.                                                                         | Иэн Гэрри "The Future" Ian Machado Garry                                    | #13 .                                                                       | 12-0 5-0                                                                    | +5                                                                          | [ 9 ]                                                                       |
| 4   | Легчайший вес         | Да-мон Блэкшир▲ Da'Mon "Da Monster" Blackshear                              |                                                                             | 14-5-1 2-1-1                                                                | +2                                                                          | vs.                                                                         | Марио Баутиста Mario Bautista                                               |                                                                             | 12-2 6-2                                                                    | +4                                                                          | [ 10 ]                                                                      |
| 5   | Легчайший вес         | Марлон Вера Marlon "Chito" Vera                                             | #6 exT(3), TUF                                                              | 21-8-1 14-7                                                                 | -1                                                                          | vs.                                                                         | Педру Муньюс▲ Pedro "The Young Punisher" Munoz                              | #10 exT(4)                                                                  | 21-7 (1) 11-7 (1)                                                           | +1                                                                          | [ 11 ]                                                                      |
|     |                       | Предварительный кард (Prelims)                                              |                                                                             |                                                                             |                                                                             |                                                                             |                                                                             |                                                                             |                                                                             |                                                                             |                                                                             |
| 6   | Средний вес           | Крис Вайдман Chris "All American" Weidman                                   | exЧ                                                                         | 15-6 11-6                                                                   | -1                                                                          | vs.                                                                         | Брэд Таварес Brad Tavares                                                   | exT(8), TUF                                                                 | 19-8 14-8                                                                   | -2                                                                          | [ 12 ]                                                                      |
| 7   | Средний вес           | Грегори Родригес Gregory "Robocop" Rodrigues                                | CS                                                                          | 13-5 4-2                                                                    | -1                                                                          | vs.                                                                         | Денис Тюлюлин Denis Tiuliulin                                               |                                                                             | 11-7 1-2                                                                    | -1                                                                          | [ 13 ]                                                                      |
| 8   | Лёгкий вес            | Курт Холобау Kurt Holobaugh                                                 | TUF31 Финал CS                                                              | 19-7 (1) 0-4                                                                | +2                                                                          | vs.                                                                         | Остин Хаббард Austin "Thud" Hubbard                                         | TUF31 Финал .                                                               | 15-6 3-4                                                                    | +2                                                                          | [ 14 ]                                                                      |
| 9   | Легчайший вес         | Брэд Катона Brad "Superman" Katona                                          | TUF31 Финал TUF(W)                                                          | 12-2 2-2                                                                    | +4                                                                          | vs.                                                                         | Коди Гибсон Cody "The Renegade" Gibson                                      | TUF31 Финал .                                                               | 19-8 1-3                                                                    | +1                                                                          | [ 15 ]                                                                      |
|     |                       | Ранний предварительный кард (Early Prelims)                                 |                                                                             |                                                                             |                                                                             |                                                                             |                                                                             |                                                                             |                                                                             |                                                                             |                                                                             |
| 10  | Средний вес           | Андре Петроски Andre Petroski                                               | TUF                                                                         | 9-1 4-0                                                                     | +4                                                                          | vs.                                                                         | Джеральд Миршарт Gerald "GM3" Meerschaert                                   |                                                                             | 35-16 10-8                                                                  | -1                                                                          | [ 16 ]                                                                      |
| 11  | Жен. наилегчайший вес | Андреа Ли Andrea "KGB" Lee                                                  | #13 exT(6)                                                                  | 13-7 5-5                                                                    | -2                                                                          | vs.                                                                         | Наталия Силва Natália Silva                                                 |                                                                             | 15-5-1 3-0                                                                  | +9                                                                          | [ 17 ]                                                                      |
| 12  | Жен. наилегчайший вес | Карини Силва Karine "Killer" Silva                                          | CS                                                                          | 16-4 2-0                                                                    | +7                                                                          | vs.                                                                         | Марина Мороз Maryna "Iron Lady" Moroz                                       | exT(7)                                                                      | 11-4 6-4                                                                    | -1                                                                          | [ 18 ]                                                                      |
|     |                       | Отменённые бои                                                              |                                                                             |                                                                             |                                                                             |                                                                             |                                                                             |                                                                             |                                                                             |                                                                             |                                                                             |
|     | Легчайший вес         | Генри Сехудо▼ Henry "Triple C" Cejudo                                       | #3 exЧ                                                                      | 16-3 10-3                                                                   | -1                                                                          | vs.                                                                         | Марлон Вера Marlon "Chito" Vera                                             | #6 exT(3), TUF                                                              | 21-8-1 14-7                                                                 | -1                                                                          | [ 19 ]                                                                      |
|     | Легчайший вес         | Роб Фонт Rob Font                                                           | #7 exT(3)                                                                   | 20-6 10-5                                                                   | +1                                                                          | vs.                                                                         | Сун Ядун▼ Song "Kung Fu Kid" Yadong                                         | #8 exT(7)                                                                   | 20-7-1 (1) 9-2-1                                                            | +1                                                                          | [ 20 ]                                                                      |
|     | Полусредний вес       | Джефф Нил▼ Jeff "Handz of Steel" Neal                                       | #8 exT(6), CS                                                               | 15-5 7-3                                                                    | -1                                                                          | vs.                                                                         | Иэн Гэрри "The Future" Ian Machado Garry                                    | #13 .                                                                       | 12-0 5-0                                                                    | +5                                                                          | [ 21 ]                                                                      |
|     | Легчайший вес         | Коди Гарбрандт▼ Cody "No Love" Garbrandt                                    | exЧ                                                                         | 13-5 8-5                                                                    | +1                                                                          | vs.                                                                         | Марио Баутиста Mario Bautista                                               |                                                                             | 12-2 6-2                                                                    | +4                                                                          | [ 22 ]                                                                      |

Условные обозначения: #5 (1) — текущее (лучшее) место бойца в рейтинге, exЧ(В) — бывший чемпион (временный), exП(В) — бывший претендент на титул чемпиона (временного), exТ(3) — боец входил в рейтинг Топ-15 (лучшее место в рейтинге), д — дебютант, CS — боец участвовал в Претендентской серии Дэйны Уайта, TUF — боец участвовал в The Ultimate Fighter, TUFW(F) — боец являлся победителем (финалистом) The Ultimate Fighter, WEC/SF — боец выступал в WEC или Strikeforce до объединения этих организаций с UFC.

## Церемония взвешивания
Результаты официальной церемонии взвешивания бойцов перед турниром.
Все бойцы показали вес в лимитах своих весовых категорий.

## Результаты турнира
| Бой    | Весовая категория     | Результат боя               | Результат боя | Результат боя | Результат боя      | Результат боя | Способ победы                              | Раунд | Время | Рефери в ринге   |
|        |                       | Главный кард                |               |               |                    |               |                                            |       |       |                  |
| Бой 12 | Легчайший вес         | Шон О’Мэлли                 | #2            | поб.          | Алджемейн Стерлинг | Ч             | Технический нокаут (нокдаун и добивание)   | 2     | 0:51  | Марк Годдард     |
| Бой 11 | Жен. минимальный вес  | Чжан Вэйли                  | Ч             | поб.          | Аманда Лемос       | #5            | Единогласное решение (50–43, 50–44, 49–45) | 5     | 5:00  | Кевин Макдональд |
| Бой 10 | Полусредний вес       | Иэн Гэрри                   | #13           | поб.          | Нил Мэгни          | #11           | Единогласное решение (30–26, 30–26, 30–24) | 3     | 5:00  | Кит Питерсон     |
| Бой 9  | Легчайший вес         | Марио Баутиста              |               | поб.          | Да-мон Блэкшир     |               | Единогласное решение (29–28, 29–28, 30–27) | 3     | 5:00  | Брайан Майнер    |
| Бой 8  | Легчайший вес         | Марлон Вера                 | #6            | поб.          | Педру Муньюс       | #10           | Единогласное решение (30–27, 30–27, 29–28) | 3     | 5:00  | Херб Дин         |
|        |                       | Предварительный кард        |               |               |                    |               |                                            |       |       |                  |
| Бой 7  | Средний вес           | Брэд Таварес                |               | поб.          | Крис Вайдман       |               | Единогласное решение (30–27, 30–27, 30–27) | 3     | 5:00  | Кит Питерсон     |
| Бой 6  | Средний вес           | Грегори Родригес            |               | поб.          | Денис Тюлюлин      |               | Нокаут (удары локтями)                     | 1     | 1:43  | Брайан Майнер    |
| Бой 5  | Лёгкий вес            | Курт Холобау                |               | поб.          | Остин Хаббард      |               | Сдача, удушающий приём (треугольник)       | 2     | 2:39  | Джон Инглиш      |
| Бой 4  | Легчайший вес         | Брэд Катона                 |               | поб.          | Коди Гибсон        |               | Единогласное решение (29–28, 29–28, 30–27) | 3     | 5:00  | Марк Годдард     |
|        |                       | Ранний предварительный кард |               |               |                    |               |                                            |       |       |                  |
| Бой 3  | Средний вес           | Андре Петроски              |               | поб.          | Джеральд Миршарт   |               | Раздельное решение (28–29, 29–28, 29–28)   | 3     | 5:00  | Херб Дин         |
| Бой 2  | Жен. наилегчайший вес | Наталия Силва               |               | поб.          | Андреа Ли          | #13           | Единогласное решение (30–27, 30–27, 30–27) | 3     | 5:00  | Кевин Макдональд |
| Бой 1  | Жен. наилегчайший вес | Карини Силва                |               | поб.          | Марина Мороз       |               | Сдача, удушающий приём (гильотина)         | 1     | 4:59  | Джон Инглиш      |

Официальные судейские карточки турнира.

## Награды
Следующие бойцы были удостоены денежного бонуса в $50,000:
- Лучший бой вечера: Брэд Катона - Коди Гибсон

- Выступление вечера: Шон О`Мэлли и Чжан Вэйли